# Uwe Heppner
Uwe Heppner   (Merseburg, 18 de juliol de 1960) és un remer alemany, ja retirat, que va competir sota bandera de la República Democràtica Alemanya durant les dècades de 1970 i 1980.
El 1980 va prendre part en els Jocs Olímpics d'Estiu de Moscou, on guanyà la medalla d'or en la competició de quàdruple scull del programa de rem. Formà equip amb Frank Dundr, Carsten Bunk i Martin Winter. Degut al boicot soviètic als Jocs de Los Angeles de 1984 no va poder defensar la seva medalla d'or. El 1988, als Jocs de Seül, fou cinquè en la competició de doble scull
En el seu palmarès també destaquen sis medalles al Campionat del Món de rem, quatre d'or i dues de bronze entre el 1981 i 1987, així com el campionat nacional de 1979.